# MilleniumKid
MilleniumKid (* 1. Januar 2000 in Gießen; bürgerlich Yasin Sert) ist ein deutscher Singer-Songwriter und Musikproduzent aus Gießen.

## Leben
Sein Pseudonym MilleniumKid geht nach eigenen Aussagen aus seinem Geburtsdatum hervor. Er erlangte 2023 seinen kommerziellen Durchbruch mit der Single Unendlichkeit, welche er selbst als Singer-Songwriter und Produzent produzierte und mit dem Singer-Songwriter JBS, veröffentlichte. Der Erfolg begründet sich unter anderem durch einen TikTok-Trend, bei dem in kürzester Zeit mehr als 20.000 Kurzvideos von Nutzern der Plattform mit der Single entstanden. Zusammen mit The Boy The G wurde 2023 auch ein Techno-Remix des Songs veröffentlicht. Seit 2023 steht MilleniumKid bei Warner Music unter Vertrag. Daran anknüpfend veröffentlichten MilleniumKid und JBS Ende des Jahres 2023 ihre zweite Single „Vielleicht vielleicht“. Die Single "Vielleicht Vielleicht" erreichte ebenfalls eine Chartplatzierung in den offiziellen deutschen Singlecharts.

## Musikstil
MilleniumKids Musik ist als eine deutschsprachige Mischung aus New Wave, Synthiepop und Indie-Rock mit Einflüssen des Techno und Drum and Bass einzuordnen.

## Diskografie

### EPs
- 2022: Arrhythmie

### Singles
- 2022: Loving the High
- 2022: Anderen Planet
- 2022: Hypnose
- 2022: Zerbricht
- 2022: Mondschein
- 2023: Adrenalin
- 2023: Unendlichkeit (AT: Gold, CH: Gold)
- 2023: Träumenichtmehr
- 2023: Kaltes Gefühl
- 2023: Unendlichkeit (Remix) (mit The Boy The G & JBS)
- 2023: Vielleicht vielleicht
- 2024: Selber überlebt (mit OK Kid)
- 2024: Wie weit
- 2024: Adrenalin (Remix) (mit The Boy The G & JBS)
- 2024: Fall für dich
- 2024: Keine Luft
- 2025: Schmetterling

## Auszeichnungen für Musikverkäufe
Anmerkung: Auszeichnungen in Ländern aus den Charttabellen bzw. Chartboxen sind in ebendiesen zu finden.
| Land/RegionAuszeichnungen für Musikverkäufe (Land/Region, Auszeichnungen, Verkäufe, Quellen) | Gold     | Platin | Verkäufe | Quellen           |
| -------------------------------------------------------------------------------------------- | -------- | ------ | -------- | ----------------- |
| Deutschland (BVMI)                                                                           | 2× Gold2 | —      | 600.000  | musikindustrie.de |
| Österreich (IFPI)                                                                            | 2× Gold2 | —      | 30.000   | ifpi.at           |
| Schweiz (IFPI)                                                                               | 2× Gold2 | —      | 30.000   | hitparade.ch      |
| Insgesamt                                                                                    | 6× Gold6 | —      |          |                   |